# Heber (Califórnia)
Heber é uma Região censo-designada localizada no Estado americano da Califórnia, no Condado de Imperial.

## Geografia
A área total da cidade é de 3,9 km² (1,5 mi²), sendo tudo coberto por terra.

## Demografia
De acordo com o censo de 2000 a densidade populacional é de 774,3/km² (2003,9/mi²) entre os 2988 habitantes, distribuídos da seguinte forma:
- 34,34% caucasianos
- 0,64% afro americanos
- 0,60% nativo americanos
- 0,27% asiáticos
- 61,85% outros
- 2,31% mestiços
- 97,52% latinos

## Localidades na vizinhança
O diagrama seguinte representa as localidades num raio de 32 km ao redor de Heber.